# Sono Martani
Sono Martani is een bestuurslaag in het regentschap Labuhan Batu Utara van de provincie Noord-Sumatra, Indonesië. Sono Martani telt 5760 inwoners (volkstelling 2010).